# Nelson Amadin
Nelson Efosa Amadin (* 31. Oktober 2000 in Rotterdam) ist ein niederländischer Fußballspieler auf der Position eines Stürmers.

## Karriere

### Anfänge in den Niederlanden
Amadin begann in der Jugendabteilung des R.K.S.V. Spartan 1920 mit dem Fußball. Dort spielte er viele Jahre mit seinem Cousin Zirkzee in einer Mannschaft. 2011 schloss er sich der Jugendabteilung von Feyenoord Rotterdam an. Er durchlief dort bis 2019 alle Jugendmannschaften, konnte sich aber letztendlich nicht für einen Profivertrag empfehlen.
Daher schloss er sich zu Beginn der Saison 2019/20 dem niederländischen Zweitligisten FC Dordrecht an. Sein Ligedebüt gab er am 15. November 2019, dem 15. Spieltag, als er in der 67. Minute für Thomas Schalekamp eingewechselt wurde. Am Ende der Saison kam er auf fünf Ligaspiele, in denen ihm eine Torvorlage gelang. Am 18. Dezember 2019 bestritt er bei der 3:0-Auswärtsniederlage sein erstes Spiel im KNVB-Pokal. In der Saison 2020/21 kam er in den ersten sieben Ligaspielen zu sechs Einsätzen, konnte sich allerdings nicht empfehlen und wurde für die folgenden Spiele nicht mehr für den Kader berücksichtigt. Erst am 28. Spieltag am 12. März 2021 feierte er bei der 1:3-Heimniederlage sein Comeback gegen TOP Oss. Am Ende der Saison kam er auf 20 Einsätze, wovon die meisten allerdings nur Kurzeinsätze waren. Sein Vertrag wurde nicht verlängert, sodass er von Sommer 2021 an vertragslos war.

### FC Schalke 04
Anfang Januar 2022 wechselte Amadin zur zweiten Mannschaft des FC Schalke 04. Bis zum Ende der Saison 2021/22 kam er 4-mal in der viertklassigen Regionalliga West zum Einsatz und erzielte 3 Tore. In der Saison 2022/23 folgten 11 Spiele, in denen er ein Tor erzielte. Nach 14 Regionalligaeinsätzen (11-mal in der Startelf) in der Saison 2023/24, in denen er 6 Tore erzielte, saß Amadin unter Karel Geraerts Mitte Dezember 2023 einmal bei der Profimannschaft in der 2. Bundesliga auf der Bank, wurde jedoch nicht eingewechselt.

### TSV Hartberg
Zur Saison 2024/25 wechselte Amadin zum österreichischen Bundesligisten TSV Hartberg, bei dem er einen bis 2026 laufenden Vertrag erhielt. Für Hartberg kam er insgesamt zu fünf Einsätzen in der Bundesliga. Im Juli 2025 wurde sein Vertrag bei den Steirern aufgelöst.

### FC Emmen
Zur Saison 2025/26 kehrte Amadin anschließend in die Niederlande zurück und wechselte zu Zweitligist FC Emmen.

## Privates
Amadin wurde am 31. Oktober 2000 in Rotterdam geboren. Er ist nigerianischer Abstammung.
Er ist der jüngere Cousin des Fußballspielers Joshua Zirkzee, der beim FC Bologna unter Vertrag steht. Die beiden spielten gemeinsam in der Jugend des R.K.S.V. Spartan 1920.